# Sclerostegia arbuscula
Sclerostegia arbuscula là loài thực vật có hoa thuộc họ Dền. Loài này được (R. Br.) Paul G. Wilson miêu tả khoa học đầu tiên năm 1980.